# 坪内定鑑
坪内 定鑑（つぼうち さだかね、慶安2年（1649年） - 享保8年10月13日（1723年11月13日））は、江戸時代中期の旗本。江戸南町奉行、中町奉行。官職は能登守、但馬守。通称は源五郎、弥五郎。御先手鉄砲頭・坪内定次の次男で坪内定守の弟。養子に定富。

## 生涯
万治元年（1658年）、4代将軍・徳川家綱に拝謁し、寛文7年（1667年）に小姓組に列する。翌寛文8年（1668年）、兄の定守が口論から同僚の水野正元を斬殺するという刃傷沙汰を起こして逐電したため、延宝元年（1673年）に父の家督を継承する。元禄10年（1697年）には300石を加増されて1,100石を知行することとなり、書院番士から使番に、ついで御手先筒頭、火付盗賊改方加役と累進し、宝永2年（1705年）、南町奉行に就任すると同寺に能登守に叙任され、同職を2年間勤仕したのち（1707年）に中町奉行に赴任、享保4年（1719年）まで勤め上げた。合計14年間江戸町奉行を務め、江戸の治安維持や事件の裁決を担当した。正徳元年（1711年）には功績を賞され熨斗縮、絹縮、越後縮等を賜っている。
7代将軍・徳川家継の時代の正徳4年1月（1714年2月）に起こった江戸城大奥の綱紀粛正事件である「江島生島事件」の糾明・裁定にも目付・稲生正武、大目付・仙石久尚と共に手腕を発揮、絵島はじめ大奥の女中や事件に荷担した者達への尋問を迅速に施行し、紛糾する諸問題を処理したが、拙速を尊ぶあまり流人証文に記載する人物の名を間違えると失態を犯し、同年4月から将軍への拝謁を一ヵ月停止させられる処分を受けた。
享保4年（1719年）に町奉行の職を辞して寄合となり、享保8年（1723年）10月13日に75歳で死去した。法名の字は諱と同じ定鑑。その後は甥で養子の定富（兄定守の子）が継いだ。なお、中町奉行は定鑑の辞職と共に廃止されている。中町奉行を務めたのは、定鑑と丹羽長守の2名のみである。

## 人物
奉行としての仕事ぶりは地味ながらも堅実で、町奉行の務めを地道に励行していた。しかし、新井白石と間部詮房が推進する正徳の治には積極的に関与せず、一定の距離を置いていたため、白石からは批判的な評価を受けている。また、江島生島事件では共に尋問を行った仙石、稲生と共に民衆から落書にて風刺され、定鑑は「風向き次第に飛ぶ糸の切れた凧」に例えられて揶揄された。
一方で気配りの利くエピソードも残っている。小伝馬町の牢屋敷に収容された囚人への差し入れはそれまで役人から牢名主を経由して囚人の下に届くという慣例であったが、牢名主による差し入れの横領が横行していた。定鑑はこの悪習を防止するべく、慣例を改めさせ役人から直接囚人の手に届くように改めた。

## 参考書籍
- 丹野顯『江戸の名奉行―人物・事績・仕置きのすべて』新人物往来社
- 『寛政重修諸家譜』第16巻 ISBN 9784797102208 91頁
- 『徳川幕臣人名辞典』（東京堂出版）ISBN 978-4-490-10784-5 436頁